# أحمد شكرى سليمان
أحمد شكرى سليمان نبوى محمد يعرف بلقب ( شكرى ) لاعب كمال أجسام مصري، ، وهو لاعب كمال اجسام محترف مصرى، يلعب في الاتحاد الدولى لكمال الاجسام واللياقه البدنيه (IFBB)، ويعد هو اصغر لاعب كمال أجسام محترف في تاريخ رياضة كمال الأجسام الحديث بعد فوزه ببطولة الكويت كلاسيك للهواة وحصوله على كارت الاحتارف عام 2018 واصبح محترف وهو في الثامن عشر من عمره.

## سيرته
ولد أحمد شكرى في قرية أم خنان مركز قويسنا محافظة المنوفية، ثم انتقل هو واسرتة للعيش في مدينة بنها محافظة القليوبية، مارس العديد من الرياضات مثل الكاراتيه والملاكمه و كرة القدم، ولكنه مال اكثر إلى رياضة كمال الأجسام، لعب اول بطوله كمال أجسام محليه له في سن الخامس عشر من عمره، وحصل على المركز الاول على محافظة القليوبية وفى سن السادس عشر من عمره.
و انضم إلى فريق كو اسكواد وهو فريق رياضي عالمى يضم الكثير من الابطال مثل بيج رامي وهو في السابع عشر من عمره، وذالك بسبب جيناته الفريدة والمميزة وصغر سنه، لينطلق بعد ذالك إلى طريق الإحتراف والتجهيز إلى البطولات الدولية والعالمية، وفى نفس العام دخل احمد شكرى كلية الهندسة ثم حول إلى كلية الحاسبات والمعلومات ليكون قريبا من بيته وقريبا من الصالة الرياضية التى يتدرب بها، فاز بالعديد من البطولات الدولية وتولات انجازاته الصغيرة إلى ان قرر السفر إلى دولة الكويت للمنافسه في بطولات عالمية.

## إنجازاته
فاز احمد شكرى ببطولات وشهادات على الصعيد المحلي، وعالمياً حقق العديد من الألقاب، فقد أحرز المركز الأول في اول مشاركة له ببطولة الكويت كلاسيك بالكويت عام 2018، وحاز المركز الأول أوفرأوُل في نفس البطوله،وحصل على كارت الإحتراف في نفس العام ليصبح محترف في سن الثامن عشر من عمره ويلقب باصغر محترفاً في تاريخ رياضة كمال الاجسام  وتوالت انتصارته ولم يتوقف مشوراه عند ذلك، بل نال المركز الخامس في بطولة فيتنام برو للمحترفين في عام 2018 ، وكانت أول مشاركه له في عالم الاحتراف ثم فاز بالمركز الأول في بطولة كو برو للمحترفين بدولة مصر عام 2021 ليتأهل بذالك إلى بطولة مستر أوليمبيا المقامه في لاس فيغاس عام 2022، ويشارك بذلك في اكبر حدث في العالم لرياضة كمال الأجسام في فئة المينز فيزيك وهو عمره لايتجاوز 22 عام.